# Мокайни
Мокайни (пол. Mokajny, нім. Storchnest, Kreis Preußisch Holland) — село в Польщі, у гміні Рихлики Ельблонзького повіту Вармінсько-Мазурського воєводства.
Населення — 42 особи (2011).
У 1975-1998 роках село належало до Ельблонзького воєводства.

## Демографія
Демографічна структура станом на 31 березня 2011 року:
|          | Загалом | Допрацездатний вік | Працездатний вік | Постпрацездатний вік |
| -------- | ------- | ------------------ | ---------------- | -------------------- |
| Чоловіки | 23      | 4                  | 13               | 6                    |
| Жінки    | 19      | 3                  | 8                | 8                    |
| Разом    | 42      | 7                  | 21               | 14                   |